# Aero Adventure Aventura
Pour les articles homonymes, voir Aventura (homonymie).
L’Aero Adventure Aventura est un amphibie biplace léger à structure tubulaire entoilée et moteur arrière. Commercialisé en kit pour la construction amateur, c’est une nouvelle version de l’Advanced Aeromarine Mallard, qui se décline en plusieurs versions recevant des moteurs Rotax de 40 à 100 ch :
- Aventura II, un biplace de construction amateur de type CNRA
- Aventura HP, la version monoplace du précédent
- Aventura UL, version monoplace certifiée ULM, dont le moteur ne doit pas dépasser les 40 ch.